# Edward Jenner
Edward Jenner (født 17. maj 1749, død 26. januar 1823) var en engelsk læge som havde praksis i Berkeley, Gloucestershire, England. 
Han er berømt for opdagelsen af koppevaccinen. Ved opdagelsen anvendte han materiale fra en let angrebet bondepige. Jenner ville teste den gamle visdom, at en person, som har overlevet et koppeangreb, bliver immun.